# Вересковая земля
Вересковая земля — один из сортов садовой почвы, который применяется при горшочной и кадочной культуре рододендронов, азалий, камелии, некоторых видов орхидей, папоротников и других декоративных растений.
В садоводстве просеянная вересковая земля применяется для проращивания семян и укоренения черенков. При использовании в почвенных смесях понижает плотность и повышает теплоёмкость.
Вересковая земля заготавливается там, где растут вересковые растения, на участках, не покрытых густым лесом. Под зарослями вереска на поверхности субстрата образуется слой полуразложившейся органической массы. Во время заготовки вересковой земли срезают верхний слой почвы дернинами толщиной 4 см. Этот слой состоит из подстилки и поверхностного слоя верхнего горизонта почвы.
Срезанные дернины складывают в невысокие кучи на 1—2 года; в течение года перелопачивают дважды. Через 2 года вересковая земля готова для употребления. Она считается рыхлой, но по сравнению с листовой землёй малопитательна. От других садовых земель отличается наибольшим содержанием органического вещества, высокой кислотностью и слабой насыщенностью основаниями. По содержанию азота, фосфора и калия вересковая земля сравнительно бедная. По влагоёмкости (149,3 %), водопроницаемости и водоподъёмности она ближе всего к листовой и торфяной землям.
Настоящую вересковую землю часто заменяют смесью состоящей из 2 частей листовой, 3—4 частей торфяной земли и 1 части песка.